# Quorn (Leicestershire)
Quorn è un paese della contea del Leicestershire, in Inghilterra.